# Rena (Norwegia)
Rena – miasto we wschodniej Norwegii, siedziba gminy Åmot, w okręgu Hedmark. W 2016 w miejscowości mieszkało 2152 osób.
W mieście znajduje się stacja kolejowa Rena oraz kompleks skoczni narciarskich Renabakkene.